# Piprita capgrís
El piprita capgrís (Piprites griseiceps) és una espècie d'ocell de la família dels tirànids (Tyrannidae).

## Hàbitat i distribució
Habita la selva pluvial i densa vegetació secundària de les terres baixes del Carib fins als 900 m a l'est de Guatemala, est d'Hondures, Nicaragua i Costa Rica.